# Animale da soma

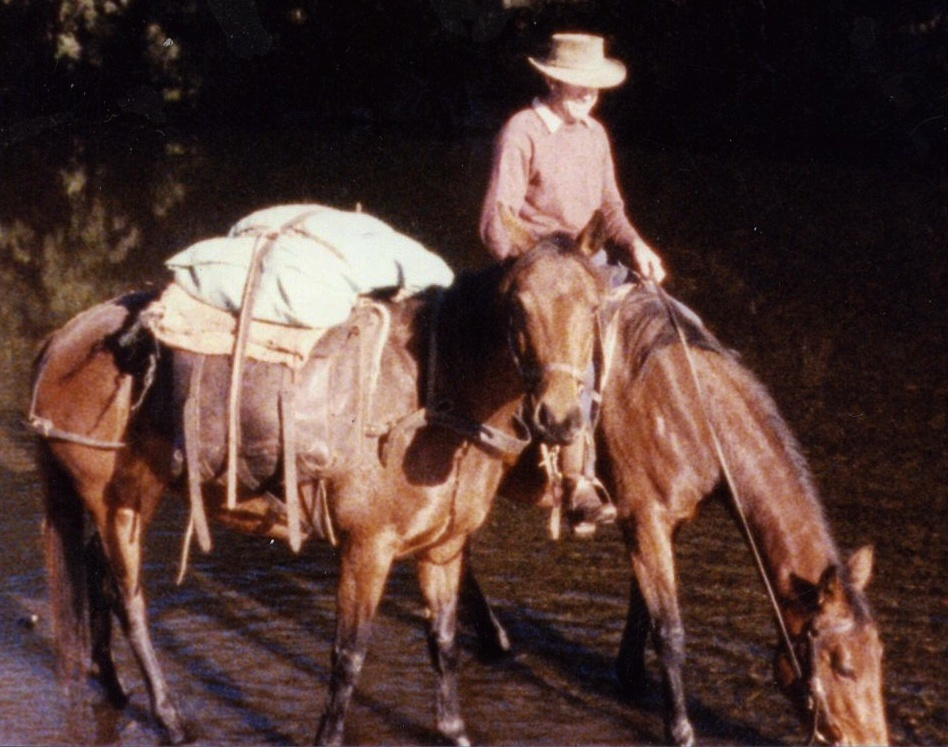
Cavallo da soma e cavallo da sella in Australia.

L'animale da soma (anche "bestia da soma") è l'animale domestico adibito ad uso lavorativo con mansioni di trasporto materiali. Il "carico" viene assicurato al dorso dell'animale che si trova a dover trasportare il materiale e non a trainarlo/trascinarlo nel qual caso viene definito animale da tiro, ad esempio nel caso di un cavallo che traina un carretto.

## Tipi di animali da soma
Gli animali da soma più comuni (spesso usati indifferentemente come animali da tiro) sono cavalli, muli, asini, buoi, cammelli, dromedari, lama, alpaca, yak, renne.
Il mulo, incrocio (ibrido) di un asino e di una cavalla, è usato per la forza muscolare, la resistenza, l'adattamento al basto e alla sella. Attualmente si contano 12 milioni circa di muli nel mondo, tra Africa, America del Nord, centrale e del Sud.
In America, i lama e gli alpaca erano stati addomesticati già nel 5400 a.C., utilizzati come animali da soma oltre che per la produzione di carne. Lama e gli alpaca diffusi in particolare sulle Ande.
I cavalli sono tuttora utilizzati come animali da tiro o per trasporto carichi in molti paesi del mondo. Oggi la popolazione mondiale di cavalli stimata intorno a 60 milioni di unità.
I cammelli sono molto impiegati in deserti e steppe: il corpo rivestito di una pelliccia lanosa lo protegge dalla grande escursione termica dei deserti, e può non bere anche per 4-6 giorni. Oggi vi sono circa 17 milioni di cammelli nel mondo.
Lo zebù, nativo dell'Asia meridionale, e il bue selvatico di Giava e del Borneo, sono impiegati come bestie da soma oltre che per il latte e per la carne. In Asia viene impiegato per la soma l'elefante.

## Peculiarità
Gli impieghi degli animali da soma non sono limitati al carattere agricolo. Essi sono anche un eccellente sistema di mezzi di trasporto per tragitti anche molto lunghi di difficile percorrenza. 
I cavalli da tiro più diffusi erano il risultato di incroci delle varie razze, per selezionarne forza e resistenza.
Gli asini sono i discendenti dell'onagro (asino selvatico asiatico, probabile capostipite del nostro quadrupede).
Il mulo è il più classico degli animali da soma: infecondo, più resistente del cavallo, adatto a percorrere viottoli impervi (le mulattiere). La mula è più adatta alla cavalcatura. Soprattutto i carbonai usavano queste bestie da soma per il loro lavoro.